# Корф-Поште-Тазеабад
Корф-Поште-Тазеабад (перс. كرف پشته تازه اباد) — село в Ірані, у дегестані Тутакі, у Центральному бахші, шагрестані Сіяхкаль остану Ґілян. За даними перепису 2006 року, його населення становило 192 особи, що проживали у складі 48 сімей.

## Клімат
Середня річна температура становить 14,66 °C, середня максимальна – 28,70 °C, а середня мінімальна – 0,18 °C. Середня річна кількість опадів – 1151 мм.
| Клімат поселення                              | Клімат поселення | Клімат поселення | Клімат поселення | Клімат поселення | Клімат поселення | Клімат поселення | Клімат поселення | Клімат поселення | Клімат поселення | Клімат поселення | Клімат поселення | Клімат поселення | Клімат поселення |
| Показник                                      | Січ.             | Лют.             | Бер.             | Квіт.            | Трав.            | Черв.            | Лип.             | Серп.            | Вер.             | Жовт.            | Лист.            | Груд.            |                  |
| Середній максимум, °C                         | 10,27            | 10,38            | 12,48            | 18,06            | 22,08            | 26,32            | 28,70            | 28,46            | 24,53            | 21,36            | 17,14            | 12,61            |                  |
| Середня температура, °C                       | 5,23             | 5,34             | 7,42             | 13,02            | 17,04            | 21,26            | 24,36            | 24,10            | 20,16            | 17,00            | 12,77            | 8,28             |                  |
| Середній мінімум, °C                          | 0,18             | 0,28             | 2,36             | 7,97             | 11,99            | 16,21            | 19,98            | 19,73            | 15,80            | 12,64            | 8,41             | 3,89             |                  |
| Норма опадів, мм                              | 114              | 95               | 88               | 49               | 46               | 32               | 32               | 59               | 126              | 196              | 169              | 145              |                  |
| Середньомісячна швидкість вітру, м/с          | 2.36             | 2.46             | 2.45             | 2.35             | 2.34             | 2.48             | 2.60             | 2.22             | 2.10             | 2.10             | 2.00             | 2.12             |                  |
| Середньомісячна сонячна радіація, кДж/м²·день | 7050             | 9100             | 11068            | 15552            | 19797            | 21711            | 22286            | 18855            | 15515            | 10886            | 8708             | 6697             |                  |
| --------------------------------------------- | ---------------- | ---------------- | ---------------- | ---------------- | ---------------- | ---------------- | ---------------- | ---------------- | ---------------- | ---------------- | ---------------- | ---------------- | ---------------- |
| Джерело:                                      |                  |                  |                  |                  |                  |                  |                  |                  |                  |                  |                  |                  |                  |